# Xylinissa lesa
Xylinissa lesa là một loài bướm đêm trong họ Noctuidae.